# Sumberame
Sumberame is een bestuurslaag in het regentschap Gresik van de provincie Oost-Java, Indonesië. Sumberame telt 4175 inwoners (volkstelling 2010).